# Miss America 2012
Miss America 2012 è la novantunesima edizione del concorso di bellezza Miss America. Si è tenuta presso il Theatre for the Performing Arts del Planet Hollywood Resort and Casino di Las Vegas il 14 gennaio 2012. L'evento è stato presentato da Chris Harrison e Brooke Burke, e trasmesso dal vivo dalla ABC. Miss America 2011, Teresa Scanlan dal Nebraska, ha incoronato la nuova detentrice del titolo, Laura Kaeppeler del Wisconsin.

## Piazzamenti
| Final Results     | Contestant |
| ----------------- | --- |
| Miss America 2012 | - Wisconsin - Laura Kaeppeler                                                                                                  |
| 2ª classificata   | - Oklahoma - Betty Thompson *                                                                                                  |
| 3ª classificata   | - New York - Katilin Monte |
| 4ª classificata   | - Arizona - Jennifer Sedler |
| 5ª classificata   | - California - Noelle Freeman                                                                                                  |
| Top 10            | - Illinois - Hannah Smith - Iowa - Jessica Pray - Louisiana - Hope Anderson - Tennessee - Erin Hatley - Texas - Kendall Morris |
| Top 13            | - Alabama - Courtney Porter ** - Florida - Kristina Janolo - Carolina del Sud - Bree Boyce                                     |
| Top 15            | - Carolina del Nord - Hailey Best - Virginia - Elizabeth Crot - Wisconsin - Laura Kaeppeler                                    |

Notes:
* -- America's Choice
** -- Contestant's Choice

### Riconoscimenti speciali
| Riconoscimento           | Concorrente                                                               |
| ------------------------ | ------------------------------------------------------------------------- |
| Miss Lifestyle & Fitness | - New York - Kaitlin Monte - Texas - Kendall Morris - Utah - Danica Olsen |
| Miss Talent              | - Hawaii - Lauren Cheape - Oklahoma - Betty Thompson                      |
| Quality of Life Awards   | - Kentucky - Ann-Blair Thornton                                           |
| Fourpoints Award         | - Idaho - Genevieve Nutting                                               |
| Miracle Maker Award      | - Louisiana - Hope Anderson                                               |

## Le concorrenti
- Alabama - Courtney Porter
- Alaska - Katy Lovegreen
- Arizona - Jennifer Sedler
- Arkansas - Kristen Glover
- California - Noelle Freeman
- Carolina del Nord - Hailey Best
- Carolina del Sud - Bree Boyce
- Colorado - Diana Dreman
- Connecticut - Morgan Amarone
- Dakota del Nord - Ariana Walker
- Dakota del Sud - Anna Simpson
- Delaware - Maria Cahill
- Distretto di Columbia - Ashley Boalch
- Florida - Kristina Janolo
- Georgia - Michaela Lackey
- Hawaii - Lauren Cheape
- Idaho - Genevieve Nutting
- Illinois - Hannah Smith
- Indiana - Jackie Jerlecki
- Iowa - Jessica Pray
- Isole Vergini Americane Camila Daniels
- Kansas - Carissa Kelley
- Kentucky - Ann-Blair Thornton
- Louisiana - Hope Anderson
- Maine - Julia Furtado
- Maryland - Carlie Colella
- Massachusetts - Molly Whalen
- Michigan - Elizabeth Wertenberger
- Minnesota - Natalie Davis
- Mississippi - Mary Margaret Roark
- Missouri - Sydney Friar
- Montana - Veronika Ohlinge
- Nebraska - Kayla Batt
- Nevada - Alana Lee
- New Hampshire - Regan Hartley
- New Jersey - Katharyn Nicolle
- New York - Kaitlin Monte
- Nuovo Messico - Sarina Turnbull
- Ohio - Ellen Bryan
- Oklahoma - Betty Thompson
- Oregon - Caroline McGowan
- Pennsylvania - Juliann Sheldon
- Porto Rico - Laura Ramirez
- Rhode Island - Robin Bonner
- Tennessee - Erin Hatley
- Texas - Kendall Morris
- Utah - Danica Olsen
- Vermont - Katie Levasseur
- Virginia - Elizabeth Crot
- Virginia Occidentale - Spenser Wempe
- Washington - Brittney Henry
- Wisconsin - Laura Kaeppeler
- Wyoming - Catherine Brown

## Sostituzioni
- Miss Montana - Veronika Ohlinger era originariamente la seconda classificata, ma è stata successivamente indicata come Miss Montana 2011, in sostituzione della vincitrice originaria Taryn Chuter, che ha dovuto rinunciare al titolo per un infortunio che le ha impedito di partecipare a Miss America.[4][5]